# Качмарек, Ежи
Ежи Качмарек (пол. Jerzy Kaczmarek, 8 января 1948 Любско, Польша) — польский фехтовальщик-рапирист. Олимпийский чемпион 1972 года в Мюнхене. Трёхкратный серебряный призёр Чемпионатов мира по фехтованию в командной рапире. Чемпион мира среди юниоров 1968 года.

## Биография
Родился в 1949 году в небольшом польском городке Любско. В 1968 году выиграл молодёжное первенство мира по фехтованию на рапире, тем самым открыл себе дорогу во взрослую команду, с которой три раза становился серебряным призёром Чемпионатов мира. В 1972 года на Олимпийских играх в Мюнхене завоевал в командном первенстве по рапире золотую олимпийскую медаль. (Состав команды: Витольд Войда, Аркадиуш Годель, Марек Домбровский и Лех Козеёвский). Также в составе команды становился двукратным Чемпионом Польши.
После завершения карьеры он перебрался в Германию, где стал работать тренером в берлинских фехтовальных клубах.